# Novi Život
Novi Život zagrebački je dramski studio za kazališni rad slijepih i slabovidnih osoba.

## Povijest
Dramski studio slijepih i slabovidnih Novi Život osnovan je 1948. godine. U pripremama kazališnih predstava od početka su bili angažirani renomirani kazališni redatelji (Tomislav Durbešić, Miro Maroti, Vjekoslav Vidošević, Vladimir Jagarić, Radojko Ježić, Mirko Merle i Dražen Grunwald). Ansambl je izvodio mnoštvo predstava, a bila su organizirana i gostovanja diljem tadašnje države. Godine 1978. Novi život odlazi na veliku turneju po Švicarskoj, Njemačkoj i Austriji, što u daljnjem životu ansambla postaje skoro svakogodišnja navika. 
Početkom devedesetih u Kazalište slijepih dolazi mlada redateljica Nina Kleflin čiji pristup slijepim glumcima donosi revolucionarne pomake u njihovim predstavama. Statičan i skoro verbalan teatar živnuo je, pokreti i mimika glumaca dobili su na plastici i vjerodostojnosti, a kazališni repertoar je pažljivo biran i prilagođavan senzibilitetu ansambla. S kazalištem su također surađivali redatelji Snježana Banović, Zoran Mužić te Mario Kovač
Do početka osamdesetih zagrebačka družina slijepih glumaca bila je jedina u Europi, bez uzora s kojima bi mogla uspoređivati svoje umjetničke i ine dosege. Gostujući po različitim europskim zemljama, na poziv hrvatske dijaspore ili nacionalnih organizacija za slijepe, svojim su radom nadahnuli slijepe osobe u Španjolskoj, Engleskoj i Italiji, pa početkom devedesetih s radom započinju i kazališne grupe u tim zemljama. Kada je broj registriranih kazališta u Europi prešao desetak, članovi Novog života organizirali su festival kazališta slijepih i slabovidnih BIT (Blind in Theatre). Prvi festival održan je u listopadu 1999. godine, a na njemu su nastupila sva do tada poznata europska kazališta. Na drugom susretu slijepih i slabovidnih kazalištaraca (listopad 2001.) pojavili su se i teatri iz SAD-a, što je organizatoru omogućilo da treći BIT (i sve nadolazeće) proglasi svjetskim festivalom.

## Izbor iz predstava
- Jean-Baptiste Moliere Scapieneove spletke
- Danil Harms Nule i ništice
- Radovan Ivšić Kralj Gordogan (1999.)
- Sofoklo Edip
- Felix Mitterer Smrtni grijesi

## Vanjske poveznice
- Službena stranica Dramskog studija slijepih i slabovidnih Novi Život